# Politický systém Rumunska
Rumunsko je zastupitelská demokracie, poloprezidentská republika s vícestranickým systémem.
Zákonodárná moc náleží dvoukomorovému parlamentu. Dolní komoru tvoří Poslanecká sněmovna a komoru horní Senát, který má 137 křesel. Funkční období obou komor je 4 roky. Rumunský bikameralismus je symetrický, což znamená, že jsou si obě komory rovny. Zákonodárná iniciativa náleží vládě, poslancům, senátorům a také minimálně 100 tisícům voličů.
Rumunský prezident je volen přímo na 5 let. Prezident jmenuje premiéra, který potřebuje pro vyslovení důvěry vládě absolutní většinu všech poslanců a senátorů.
Rumunsko je členem Severoatlantická aliance, Evropské unie a Mezinárodního měnového fondu.